# 서울일원초등학교
서울일원초등학교는 대한민국 서울특별시 강남구 일원동에 있는 공립 초등학교이다.

## 학교 연혁
- 1984년 9월 1일 서울일원국민학교 개교(설립인가 7월 30일)(25학급 편성)
- 1984년 10월 10일 개교식
- 2005년 11월 23일 어린이 종합놀이시설 완공
- 2006년 10월 25일 일원 작은 전자도서관 개관
- 2006년 12월 22일 학교 공원화 사업, 교문 설치 공사 완료
- 2007년 8월 14일 아리수 수도 시설 설치
- 2008년 4월 23일 일원 영어체험센터 개관
- 2008년 10월 1일 보건실 현대화, 음악실, 교사 연수실 설치
- 2008년 12월 29일 방과후학교 보육교실 마련
- 2009년 11월 2일 정보센터 현관 리모델링 공사
- 2011년 4월 18일 학습교재원 설치
- 2013년 2월 10일 건강교실 설치
- 2013년 12월 18일 놀이 시설 및 야외 학습장 재설치
- 2014년 3월 3일 칠판교체 및 초등돌봄교실 추가 2실 조성
- 2014년 9월 1일 제11대 이희남 교장 부임
- 2014년 10월 13일 신관 화장실 4개소 개선 공사
- 2016년 8월 24일 교실마루교체,복도 및 교실 도장 공사
- 2016년 9월 30일 본관 및 별관 안전방충망 설치
- 2016년 10월 31일 별관 교실 LED등 교체
- 2017년 5월 14일 외벽보수 공사
- 2017년 8월 17일 운동장 노후 스탠드 개선
- 2018년 2월 22일 본관 및 별관 교실 공기청청기 설치
- 2018년 8월 20일 정보센터 냉난방기 교체, 교실 중연창 교체
- 2018년 8월 22일 도서실 리모델링
- 2019년 1월 4일 제34회 졸업식(80명, 누계 11659명)
- 2019년 3월 1일 석면제거, 화장실 개선, 냉난방 교체
- 2019년 3월 1일 제12대 조미연 교장 부임
- 2019년 3월 2일 석면텍스 및 냉난방기 교체 공사
- 2019년 3월 18일 화장실 개선 공사
- 2019년 4월 17일 본관 컴퓨터실 본체 및 모니터 교체
- 2019년 8월 14일 방송실 방송장비 교체 및 환경개선
- 2019년 8월 16일 급식실 노후조리기구 교체
- 2019년 9월 20일 미세먼지 방진망 설치
- 2019년 10월 7일 교실 공기순환장치 설치(24교실)
- 2019년 10월 16일 체육관 마루 샌딩 및 라인 마크 작업
- 2019년 11월 13일 정보센터 완강기 설치
- 2020년 1월 9일 제35회 졸업식(졸업생132명, 누계11,791명)
- 2020년 2월 6일 계단 난간 도장 공사(본관, 별관)
- 2020년 3월 1일 24학급 편성
- 2020년 2월 27일 정보화실 환경 개선
- 2020년 3월 13일 정문보안관실 설치
- 2020년 4월 10일 체육관및 멀티실 장애인편의시설(이동식경사로) 제작설치
- 2020년 6월 5일 운동장 배수로 교체
- 2020년 7월 31일 과학실(1층) 리모델링 환경개선
- 2024년 10월 10일 개교 40주년

## 참고 자료
- 서울일원초등학교 - 한국교육학술정보원 학교알리미